# Bij Sjoeke en Sjoeke
Bij sjoeke en sjoeke is het 16de album uit de stripreeks F.C. De Kampioenen. Het album is getekend door Hec Leemans. Het album is verschenen in 2001. Standaard Uitgeverij is de uitgever van de strip. De titel verwijst naar de koosnaampjes die Xavier en Carmen telkens gebruiken.

## Verhaal
Doordat BTW de rekeningen niet meer te baas kan, ziet hij zich genoodzaakt zijn restaurant te verkopen. Hij zal vanaf dan in dienst treden bij Jean-Pol in zijn restaurant 'Comme chez Jean-Pol'. De overnemers zijn Xavier en Carmen en dat zorgt voor de nodige hilariteit. Boma is ondertussen op zoek naar de vrouw van zijn leven die hij toevallig is tegengekomen in de Pussycat.

## Hoofdpersonages
- Bernard Theofiel Waterslaeghers
- Carmen Waterslaeghers
- Xavier Waterslaeghers
- Marc Vertongen
- Balthasar Boma
- Bieke Crucke
- Pascale De Backer
- Pol De Tremmerie
- Doortje Van Hoeck
- Nero

## Gastpersonages
- Jean-Pol
- Alfred Den Allespakker
- Kolonel Vandesijpe
- Chef
- Blackie

## Trivia
- De hypnotiseur is al eerder in de reeks voorgekomen. Dan onder de gedaante van Rasta Pastelli. Hij kwam voor in de strip De dubbele dino's.

Zal 't gaan, ja? · Mijn gedacht! · Buziness is buziness · Vliegende dagschotels · 't Is niet waar, hé? · De dubbele dino's · Kampioen zijn is plezant! · Kampioenen op verplaatsing · Tournee Zénérale · De ontsnapping van Sinterklaas · Xavier in de puree · Het sehks-schandaal · De kampioenen maken een film · Oma Boma · De huilende hooligan · Bij Sjoeke en Sjoeke · Het geval Pascale · De simpele duif · Supermarkske · Supermarkske slaat terug · Kampioenen aan zee · Boma in de coma · De dader heeft het gedaan · De wereldkampioenen · Sergeant Carmen · Het spiedende oog · Vertongen en zoon · Man, man, man! · Stem voor mij! · Gebakken lucht · Kampioenen op wielen · De zeep-serie · Kampioenen in Afrika · Supermarkske op de bres · Agent Vertongen · De trouwpartij · Kampioenen op latten · Buffalo Boma · De vliegende reporter · De groene zwaan · Xavier gaat vreemd · De lastige kampioentjes · Boma in de wellness · De antieke antiquair · Alle hens aan dek  · Supermarkske op het slechte pad  · De schat van de Macboma's · De Jobhopper · De Kampioenen in het circus · 50 Kaarsjes... · Baby Vertongen · De nies van de neus · Don Padre Padrone · De rally van tante Eulalie · Paulientje op de dool · Miss Moeial · Carmen in het nieuw · Het geheim van de kampioentjes · De Afronaut · De erfenis van Maurice · De Kampioenen maken ambras · Oma Boma trainer · DDT doet weer mee · 20 jaar later · De Kampioenen in Pampanero · Kampioentjes verliefd · Supermarkske is weer fit · De pil van Pol · Vertongen Vampier · Fernand gaat trouwen · De verdwenen kampioenen · Xaverius De Grote · Komen vreten · Dolle Door · Hello poepa · De vinnige voetballer · Vijftig tinten paarsblauw · Dokter Jekyll en mister Vertongen · De kampioenen van de filmset · De Kampioentjes en het spookkasteel · De Kampioenen in Rio · Boma op de klippen · Op zoek naar Neroke · Supermarkske bakt ze bruin · De Corsicaanse connectie · De lotto-kampioen · DDT op het witte doek · De geniale djinn · Paniek in de Pussycat · De kampioentjes maken het bont · De malle mascotte · De pakjesoorlog · Supermarkske is weer proper · De tandartsassistente · Maurice de zwijger · Pol en Doortje gaan scheiden · Allemaal cinema! · Boma burgemeester · De nieuwe kolonel · Alles loopt in het honderd · De bucketlist van Xavier · Bibi Carmen · De kampioentjes en de kroonprins · Vrouwen aan de macht · Patatten en saucissen · De bronzen beker · Supermarkske en de 7 dwergen · De Kampioenen trappen door · De grimas van een paljas · De verjaardagstaart · Kampioenen aan het front · Boma in de val · Terug naar Splotsj · Ginette · Gespuis in huis · De knecht van tante Eulalie · De bal is rond · De strijd der titanen